# 建御雷
建御雷（タケミカヅチ）是日本神話中的一位神祇，被奉為雷神、刀劍之神、弓術之神、武神和軍神。在《古事記》裡寫作建御雷之男神、建御雷神，在《日本書紀》裡寫作武甕槌、武甕雷男神。別名建布都神、豐布都神，在鹿島神宮的祭祀中則以鹿島神的名字出現。
根據《古事記》的說法，伊奘諾尊用十拳劍殺死火神迦具土後，迦具土的血從劍柄上落了下來，生成了三柱神，其中一位就是建御雷神。
後來，天照大神在天任命兒子正哉吾勝勝速日天忍穗耳尊為葦原中國的統治者。然而天忍穗耳尊在天之浮橋上觀看下界的情景時，聲稱葦原中國正處於大騷亂時期，返回高天原向天照大神報告。天照大神先後命令天菩比神、天若日子等神前往召諭統治葦原中國的國神大國主神交出政權，但都失敗了。最終，天照大神派遣建御雷前往召諭大國主神。建御雷與天鳥船神降到出雲國伊那佐之小濱，拔出十拳劍，問大國主神是否願意交出國家。大國主命其子事代主神神代其回答。事代主神同意了，隨即隱入水中。
然而大國主神的另一個兒子建御名方不同意交出政權，要求決鬥。建御雷的手被建御名方捉住了，但其手立即化為冰又化為利刃，建御名方不得不鬆手。隨後建御雷捉住建御名方的手，向蘆葦一般將其投出，這可能就是相撲的起源。建御名方敗逃，大國主神只得交出葦原中國退隱。